# Gare de Denfert-Rochereau

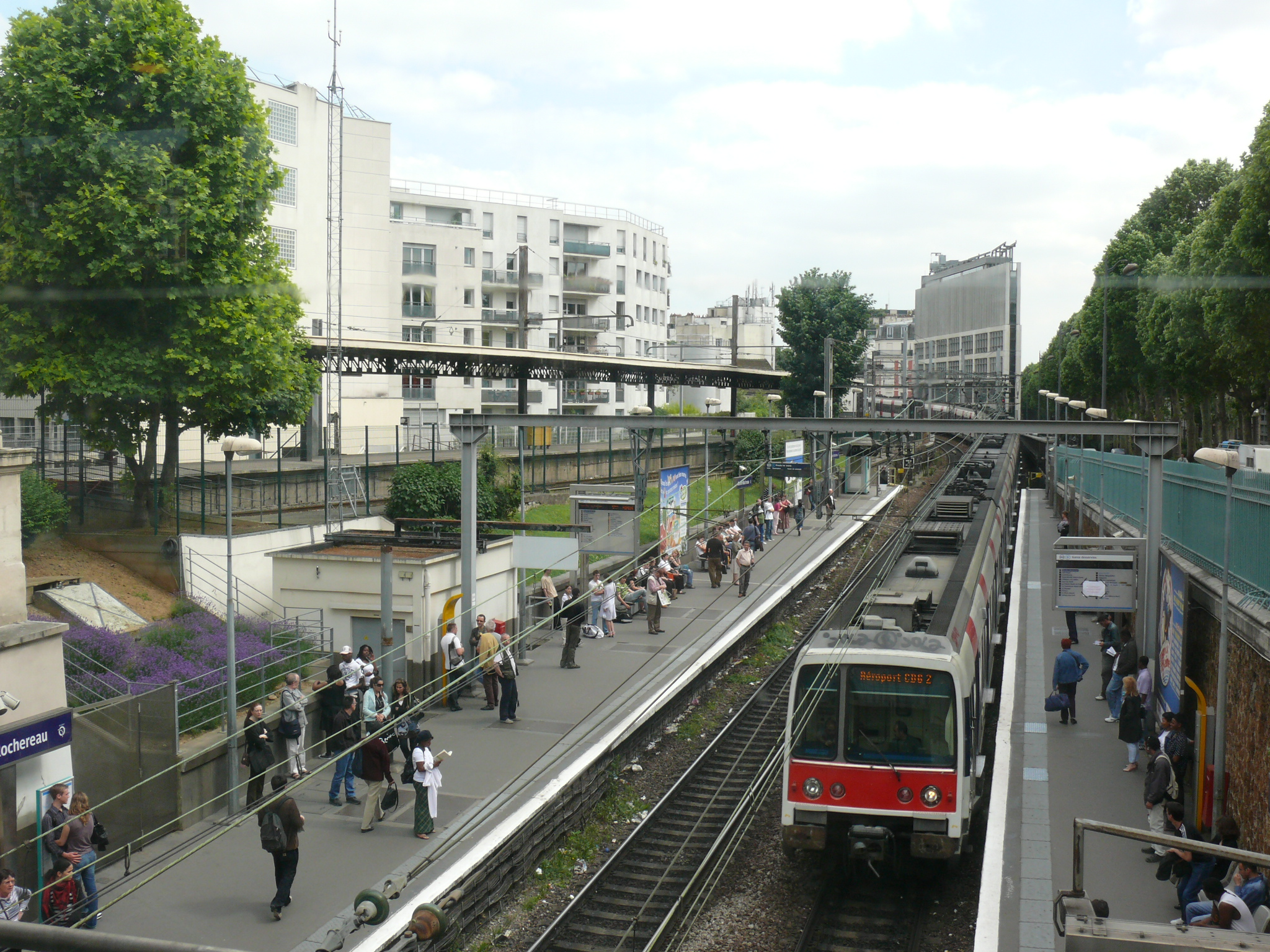
Widok na pernony

Gare de Denfert-Rochereau – paryski dworzec kolejowy, jeden z pierwszych dworców wybudowanych na terenie Francji. Obecnie dworzec jest używany jako jedna ze stacji paryskiego systemu komunikacji RER (linia B).
Dworzec Denfert-Rochereau budowano w latach 1842-1846. Oficjalne otwarcie stacji miało miejsce 7 czerwca 1846 roku. Konstrukcja budynku kształtem przypomina koło, dzięki czemu można było zwiększyć powierzchnię w środku budynku. Dworzec obsługiwał głównie połączenia pomiędzy Paryżem a Sceaux. Pod koniec XIX wieku dworzec przeszedł modernizację, a szyny na trasie dworca zostały wymienione, aby mogły korzystać z niego pociągi szerokotorowe.
W 1895 roku dworzec stał się jednym z przystanków pomiędzy dworcami Gare du Luxemburg oraz Gare Port-Royal na trasie Paryż-Orlean. W 1937 roku zlikwidowano to połączenie, a dworzec zaczął być używany na potrzeby linii dojazdowych na terenie aglomeracji paryskiej. W 1977 roku dworzec stał się jedną ze stacji systemu RER, obsługując linię B.
Budynek dworca do dziś pozostaje najstarszym funkcjonującym budynkiem dworcowym na terenie Francji.

## Stacja metra
Najbliższą stacją paryskiego metra jest Denfert-Rochereau.